# Henri Mazo
Henri Mazo, né à Oran (Algérie) le 20 avril 1898 et mort à Maillane (Bouches-du-Rhône) le 16 mars 1981, est un homme politique français.

## Biographie
Titulaire du baccalauréat juste avant la Première Guerre mondiale, Henri Mazo participe au conflit, avec la classe 1918. Il est obtient la croix de guerre 1914-1918. Il poursuit ensuite ses études de droit. Dans la ligne familiale, son père étant commis principal des contributions directes, et directeur des impôts d'Oran, il rentre au service de l'État comme expert fiscal, en 1921, pour devenir, par la suite, chef de brigade de vérifications de comptabilité. Il se marie en 1927.
Lors de la Seconde Guerre mondiale, il participe au Réseau de la France combattante. Il est de nouveau médaillé, de la croix de guerre 1939-1945. Après-guerre, plusieurs mutations le conduisent dans le Nord, en Gironde, en Seine-et-Oise et dans l’Oise, puis, enfin, dans le Var et dans les Bouches-du-Rhône, à Saint-Étienne-du-Grès. C'est de là qu'il se lance en politique, dans le Vaucluse.

## Mandats
D'abord élu maire d'Avignon, il devient conseiller général pour canton d'Avignon-Nord, en mars 1949. Il conservera ce poste jusqu'en 1953. C'est en 1958 qu'il est élu député.